# Isabel Ampudia
Ana Isabel Ampudia Díez (León) es una actriz española.

## Biografía
Intérprete de reconocido prestigio en el ámbito cinematográfico, generalmente vista en papeles secundarios, con la excepción de sus personajes protagonistas en La espalda de Dios de Pablo Llorca y los largometrajes 15 días contigo , Todo Saldrá Bien y La primera cita de Jesús Ponce que supuso su reconocimiento definitivo y hasta ahora su única nominación a la academia cinematográfica, siendo con este director con quien más se vincula profesionalmente interpretando en sus obras sus principales personajes protagonistas.
Ha intervenido en muchas otras películas, así como en multitud de series de televisión con personajes en su mayoría episódicos.

## Filmografía

### Largometrajes
| Año  | Título                        | Personaje    | Dirección          |
| ---- | ----------------------------- | ------------ | ------------------ |
| 1995 | Hermana, pero ¿qué has hecho? |              | Pedro Masó         |
| 1996 | Taxi                          | Chica Yonqui | Carlos Saura       |
| 1998 | Three Businessmen             | Josefina     | Alex Cox           |
| 1999 | Los sin nombre                | Secretaria   | Jaume Balagueró    |
| 2001 | La espalda de Dios            | Rosa         | Pablo Llorca       |
| 2001 | Condenado à Liberdade         | Inés         | Emiliano Ribeiro   |
| 2003 | Los novios búlgaros           | Hermana 1    | Eloy de la Iglesia |
| 2005 | 15 días contigo               | Isabel       | Jesús Ponce        |
| 2006 | Mujeres en el parque          | Teresa       | Felipe Vega        |
| 2006 | El ciclo Dreyer               | María        | Álvaro del Amo     |
| 2007 | Déjate caer                   | Isabel       | Jesús Ponce        |
| 2010 | El idioma imposible           | La Negra     | Rodrigo Rodero     |
| 2015 | Todo saldrá bien              | Isabel       | Jesús Ponce        |
| 2018 | La primera cita               | Isabel       | Jesús Ponce        |

### Cortometrajes
- Náufragos (1996), de Lorena García de las Bayon y Roberto Trujillo Urbano.
- Cira (1996), de Joaquín de Entrambasaguas y Juan Carlos García-Sampedro.
- Casi veinte horas (1999), de Luis López Varona.
- Pomoc (2003), de Abraham Hernández.
- Queda demostrado (2003), de Mariano Catalán y Miguel Olid.
- Amores circulares (2004), de César Vallejo.

### Televisión
- Querido maestro (1997-1998)
- Todos los hombres sois iguales (1997)
- Médico de familia (1997,1998)
- Compañeros (1998-2000)
- Robles, investigador (2000)
- El comisario (2001)
- Hospital Central (2004)
- Motivos personales (2005)
- Un burka por amor (2009)
- La ira (2009)
- Diamantino (Telefilme) (2015)
- El Ministerio del Tiempo (2017)
- El tiempo que te doy (2021)

## Premios
- Premio Turia a la Mejor Actriz por 15 días contigo.
- Nominada al Premio Goya a la Mejor Actriz Revelación por 15 días contigo.
- Nominada al Premio de la Unión de Actores a la mejor actriz revelación por 15 días contigo.